# Syrenomyia ramaea
Syrenomyia ramaea är en tvåvingeart som beskrevs av Fedotova 1991. Syrenomyia ramaea ingår i släktet Syrenomyia och familjen gallmyggor.
Artens utbredningsområde är Kazakstan. Inga underarter finns listade i Catalogue of Life.